# Едуард Шилс
Едуард Албърт Шилс (на английски: Edward Albert Shils) е американски социолог, представител на структурния функционализъм.

## Биография
Роден е на 1 юли 1911 г. в Спрингфийлд, щата Масачузетс в семейството на руски евреи. Израства във Филаделфия, където завършва гимназия. Получава бакалавърска степен в Пенсилванския университет по френска литература през 1931 г. През 1934 г. попада в полезрението на социолога Луис Вирт от Чикагския университет, който го наема като изследовател и го ангажира с превод от немски на трудове на германските социолози Карл Манхайм, Макс Вебер и Ернст Френкел.
Едуард Шилс участва във Втората световна война, като е изпратен в Англия, където работи за разузнаването, участвайки като преводач в разпитите на пленени германски войници. След нея преподава в Лондонското училище по икономика и политически науки (1946–1950), в Кеймбридж (1961–1970, 1970–1978), в Лондонския университет (1971–1977), в университета на Лайден (1976–1977). Привлича в Чикагския университет най-значителните европейски историци и социолози (Арналдо Момиляно, Раймон Арон и др.).
Член е на редакцията на научното тримесечно списание Minerva, основано от самия него и негови съмишленици в Лондон през 1962 г.
Умира на 23 януари 1995 г. в Чикаго.

## Научни интереси идеи
Теоретичните изследвания на Шилс са фокусирани около функционалната роля на центъра и периферията в различни общества (особено го интересуват Великобритания, Индия и Китай), мястото на интелектуалците при поддържането на традициите и в процесите на модернизация, както и социологията на образованието и на академичните професии. Заедно с Толкът Парсънс развива общата теория на социалното действие.
Задълбочено изследва идеите на Макс Вебер, превежда съчинения на Карл Манхайм.

## Признание и награди
- Член на Американската академия на науките и изкуствата, а също и на Американското философско общество.
- Носител на наградата Балцан (1983).

## Любопитни факти
Сол Белоу, който е близък приятел на Шилс, използва някои негови черти за образа на Рахмиъл Когън, един от героите на своя последен роман Равелщайн (2000).

## За него
- Culture and its creators: essays in honor of Edward Shils. Chicago: University of Chicago Press, 1977.